# Tôn Lễ
Tôn Lễ (chữ Hán: 孙礼; bính âm: Sun Li; ?-250, sinh tại Hà Bắc) là tướng nhà Tào Ngụy thời Tam Quốc trong lịch sử Trung Quốc.

## Sự nghiệp
Tôn Lễ có tên tự là Đức Đạt, người Trác quận huyện Dung Thành (thuộc U châu). Khi Tào Tháo chiếm được U châu từ tay họ Viên, cho triệu Tôn Lễ làm Tư không quân mưu duyện.
Trước đây khi có loạn lạc, Tôn Lễ cùng với mẹ lạc nhau, người cùng quận là Mã Đài tìm được mẹ ông, vì vậy Tôn Lễ đem cả gia tài chu cấp cho Mã Đài. Về sau Mã Đài phạm tội bị xử tử hình, Tôn Lễ ngầm chỉ dẫn cho Đài vượt ngục rồi ra đầu thú, nhưng Mã Đài trọng nghĩa nên không bỏ trốn, mà đến ngay chỗ quan Thứ gian Chủ bộ là Ôn Khôi nhận tội. Ôn Khôi khen ngợi, báo lại cho Tào Tháo. Tào Tháo hạ lệnh giảm tội cho cả hai người xuống một bậc.
Sau đó Tôn Lễ được đổi sang chức Quận thừa ở Hà Gian, rồi thăng làm Đô uý Huỳnh Dương. Quân cướp ở Sơn Trung có mấy trăm người, giữ vững nơi đất hiểm, làm hại dân chúng. Tào Tháo bèn cho Tôn Lễ làm tướng quốc nước Lỗ. Tôn Lễ đến nhậm chức, mở kho lương, phát chẩn cho dân, tuyển mộ quân binh, chiêu nạp kẻ ra hàng, khiến quân cướp bị chia rẽ. Sau đó vùng ấy được yên bình.
Tôn Lễ lần lượt làm Thái thú các quận Sơn Dương, Bình Nguyên, Bình Xương, Lang Nha. Thời Ngụy Minh Đế, ông theo Tào Hưu đi đánh Ngô ở Giáp Thạch. Tào Hưu nghe theo lời trá hàng của Chu Phường, đưa quân vào đất Ngô. Tôn Lễ đưa lời can gián cho rằng nên cảnh giác, không nên vào sâu trong đất địch. Tào Hưu không nghe nên bại trận. Tôn Lễ được thăng làm Thái thú Dương Bình, sau về triều làm Thượng thư.
Ngụy Minh đế đang sửa sang cung thất, nhưng thời tiết không thuận, thiên hạ thiếu lương thực. Tôn Lễ cố can ngăn, việc sai dịch được bãi bỏ, nhưng Lý Huệ làm Giám tác, lại tâu xin đợi một tháng, việc xây dựng sẽ xong xuôi. Tôn Lễ đi đến công trường, phao tin rằng có chiếu giải tán dân. Tào Duệ biết chuyện nhưng không trách tội ông..
Lúc Minh đế sắp mất (239), lấy Tào Sảng làm Đại tướng quân, nên Sảng được tin tưởng, ở bên giường nhận di chiếu, bái Lễ làm Trưởng sử cho Đại tướng quân, thêm chức Tán kỵ thường thị. Lễ thành thật chính trực, Sảng chẳng thấy tiện, mới dùng Tôn Lễ làm Thứ sử Dương châu, thêm chức Phục ba tướng quân, tước Quan nội hầu.
Đại tướng quân nước Ngô là Toàn Tông dẫn mấy vạn quân đến đánh. Bấy giờ binh lính ở trong châu đang kỳ nghỉ, ở đó không có bao nhiêu. Tôn Lễ thân dẫn vệ binh đến chống cự, giao chiến ở Thược Pha, từ sáng đến chiều tối, tướng sĩ tử thương quá nửa. Tôn Lễ xông pha giẫm đạp đao gươm, ngựa bị mấy vết thương, tay vẫn cầm dùi trống, hăng hái chẳng đoái hoài đến thân mình, cuối cùng quân Ngô phải lui. Khi được triều đình thưởng, ông lấy hết số lụa giao cho gia quyến người chết, không lấy chút gì cho mình..
Tôn Lễ được vời về triều phong làm Thiếu phủ, sau ra ngoài làm Thứ sử Kinh châu, rồi thăng làm Ký châu mục. Tư Mã Ý hỏi ông về tranh chấp địa giới giữa hai quận Thanh Hà và Bình Nguyên đã tám năm, trải qua hai đời Thứ sử, không thể giải quyết được. Tôn Lễ đề nghị căn cứ theo địa đồ tàng trữ ở thiên phủ. Tư Mã Ý đồng tình, nhưng Tào Sảng tin lời của người ở Thanh Hà, tỏ ý không thuận. Tôn Lễ bèn dâng thư phản đối ý định của Tào Sảng. Sảng tức giận hạch tội Tôn Lễ có ý oán vọng, kết tội phạt 5 năm.
Tôn Lễ trở về nhà đến hết hạn phạt, nhiều người vì ông mà xin hộ, triều đình phong cho Tôn Lễ làm Thành môn hiệu uý.
Bấy giờ vua Hung Nô là Lưu Tĩnh có binh lính thuộc hạ cường thịnh, còn người Tiên Ti mấy lần vào đánh phá ở biên giới, triều đình bèn dùng Tôn Lễ làm Thứ sử Tinh Châu, thêm chức Chấn vũ tướng quân, cho cầm cờ tiết, hộ Hung Nô trung lang tướng.
Năm 249, Tào Sảng bị Tư Mã Ý giết, Tôn Lễ về triều làm Tư Lệ hiệu uý, trước sau coi xét việc ở bảy quận trong năm châu, đều có uy tín.
Sau đó ông được thăng làm Tư không, phong tước Đại Lợi đình hầu, thực ấp trăm hộ.
Năm 250 Tôn Lễ qua đời, không rõ bao nhiêu tuổi. Ông hoạt động trong hơn 40 năm phục vụ họ Tào, được ban thuỵ là Cảnh hầu.

## Trong Tam Quốc diễn nghĩa
Trong Tam Quốc diễn nghĩa, Tôn Lễ được giới thiệu là một tướng tâm phúc của Tào Chân và tham gia vào chiến sự phía tây chống sáu lần bắc phạt của Gia Cát Lượng. Trên thực tế Tôn Lễ chưa từng tham gia chiến sự phía tây.
Trước theo Ngụy chủ, ra săn ở núi Đại Thạch, bổng dưng có một con hổ dữ, nhảy xổ đến trước xe vua. Tôn Lễ liền nhảy phắt xuống ngựa, rút gươm chém chết ngay con hổ ấy, rồi được phong làm thượng tướng quân.
Trong lần Bắc phạt thứ nhất, Ngụy chủ Tào Tuấn sai Trương Cáp làm tiên phong theo Tư Mã Ý, một mặt sai Tôn Lễ và Tân Tỷ, hai người dẫn năm vạn quân ra giúp Tào Chân. Hai người vâng lệnh ra đi, Tư Mã Ý sai Lại sai Tôn Lễ, Tân Tỷ chặn giữ cửa hang Cơ Cốc, hễ quân địch đến, thì kéo quân bất ngờ ra mà đánh.
Trong lần bắc phạt thứ hai, Tào Chân sai Quách Hoài, Tôn Lễ chia ra giữ các mặt đông tây. Sau đó Tào Chân nghe tin chết mất Phí Diệu bối rối. Tôn Lễ, Tân Tỷ dâng biểu tâu với Ngụy chủ, rằng quân Thục lại ra Kỳ Sơn. Tào Chân hao binh tổn tướng. Tào Chân bàn nhau với Quách Hoài. Tôn Lễ nhận lời.
Tôn Lễ xin đi ra Kỳ Sơn, giả đò tải xe lương, trên xe chứa củi khô cỏ gianh, bỏ sẵn lưu hoàng diêm tiêu vào trong, rồi cho người nói phao lên rằng lương ở Lũng Tây vận đến. Quân Thục đang thiếu lương, thấy vậy tất ra cướp giật sẽ phóng hỏa đốt xe, lại có phục binh đánh tiếp ứng vòng ngoài.
Tuy nhiên Gia Cát Lượng của Thục biết được liền bày kế. Quân Ngụy biết tin quân Thục muốn đến cướp lương, vội vàng báo với Tôn Lễ. Tôn Lễ sai người phi với Tào Chân. Tôn Lễ phục quân ở cạnh núi, đợi quân Thục. Canh hai đêm ấy, Mã Đại dẫn ba nghìn quân, người ngậm tăm, ngựa khóa miệng. Đến thẳng mé tây núi thấy đoàn xe lương thì Mã Đại sai phóng hỏa.
Tôn Lễ vội vàng kéo quân đến nhưng bị Trương Ngực, Mã Trung dẫn quân đổ ra vây bọc quân Ngụy vào giữa trận, Tôn Lễ kinh hoàng, Mã Đại dẫn quân từ chỗ lửa sáng đánh lại. Quân Ngụy tan tác, chết hại nhiều, Tôn Lễ xông pha khói lửa, dẫn ít thương binh chạy thoát. Tôn Lễ ra mắt Tào Chân, kể lại chuyện bị thua. Tào Chân sai giữ vững lấy trại lớn, từ đó không ra đánh nữa.
Sau đó khi Ngụy Diên chém Vương Song, Quách Hoài, Tôn Lễ, Trương Hợp giữ các đạo Trường An. Trương Hợp về đến Trường An bàn với Quách Hoài, Tôn Lễ, để Trương Hợp ở lại giữ Trường An, Tôn Lễ ra giữ Ung Thành một mặt dâng biểu về Lạc Dương cấp báo.
Trong lần bắc phạt thứ tư, Tư Mã Ý đưa hịch ra Ung Lương lấy quân mã. Không mấy bữa, đại tướng Tôn Lễ dẫn quân mã các quận Ung Lương đến. Ý liền sai Tôn Lễ hẹn nhau với Quách Hoài đi úp cửa Kiếm Các. Tôn Lễ dẫn hai mươi vạn binh mã ở Ung Lương đến đánh giúp, đã đánh úp lấy cửa Kiếm Các. Quách Hoài, Tôn Lễ đến ra mắt. Tư Mã Ý sai Tôn Lễ và Quách Hoài dẫn quân đi hạ trại, truyền lệnh cho Quách Hoài, Tôn Lễ phục quân sẵn ở nửa đường, cuối giờ ngọ, quân Thục sang đò qua sông Vi Thủy đến đánh trại. Tôn Lễ giả thua rồi rút lui dụ quân Thục tấn công khi đó quân Ngụy sẽ phục kích bắn tên. Tôn Lễ thấy có quân Thục đến bỏ trại chạy nhưng Ngụy Diên biết đã có phòng bị vội rút quân về nhưng không kịp nên thất bại
Lần Bắc phạt thứ sáu, khi Quách Hoài, Tôn Lễ đang đánh nhau với quân Thục ở trên cầu phao. Tư Mã Ý dẫn quân đến, quân Thục rút chạy.